# Teddy Pendergrass
 Der er for få eller ingen kildehenvisninger i denne artikel, hvilket er et problem. Du kan hjælpe ved at angive troværdige kilder til de påstande, som fremføres i artiklen.

Theodore DeReese Pendergrass (26. marts 1950 – 13. januar 2010), bedre kendt som Teddy Pendergrass var en soul-sanger fra USA. 
Han blev født i Kingstree, South Carolina. Pendergrass boede det meste af sit liv i Philadelphia-området og opnåede stor musikalsk berømmelse som forsanger for Harold Melvin & the Blue Notes. Efter at have forladt gruppen i 1976, lancerede Pendergrass en succesfuld solokarriere under Philadelphia International-label og udgav fem platinalbum i træk (en rekord på det tidspunkt for en afroamerikansk R&B-kunstner). Pendergrass' karriere blev sat i bero efter en bilulykke i marts 1982 der gjorde ham lam fra brystet og ned. Pendergrass fortsatte sin succesrige solokarriere, indtil han annoncerede sin pensionering i 2007. Han døde af åndedrætssvigt i januar 2010.

## Diskografi
- Life is a song worth singing (1978)
- Teddy pendergrass (1979)
- Tp plus (1979)
- Tp (1980)
- This one's for you (1982)
- Love language (1984)
- Workin' it back (1985)
- Joy (1988)
- Truly blessed (1990)
- A little more magic (1993)